# Walter Weidauer

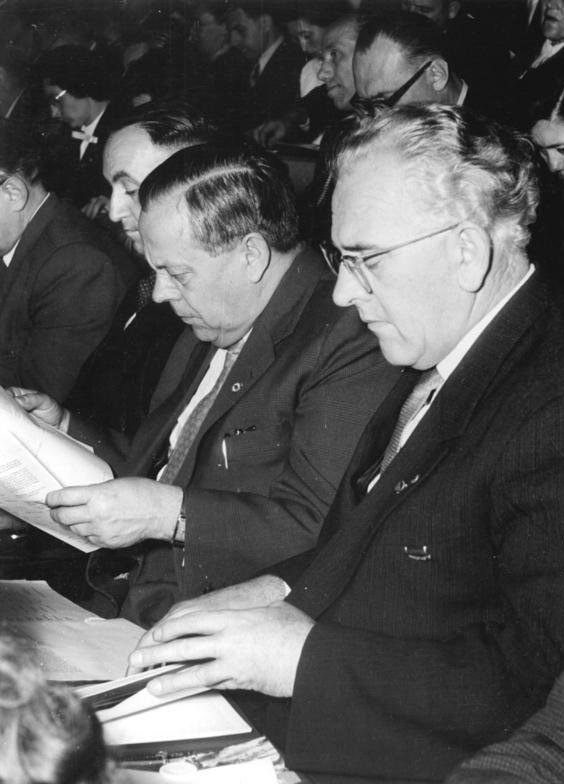
Walter Weidauer (Mitte) und Rudi Jahn (im Vordergrund) im Jahr 1958

Walter Weidauer (* 28. Juli 1899 in Lauter/Sa.; † 13. März 1986 in Dresden) war ein deutscher Politiker (KPD, später SED). Weidauer wurde vor allem bekannt als langjähriger Oberbürgermeister der Stadt Dresden.

## Leben und Wirken
Walter Weidauer wurde 1899 als Sohn eines Korbflechters geboren. Er besuchte die Volksschule in Lauter. Danach erlernte er das Zimmermannshandwerk. Von 1914 bis 1917 absolvierte Weidauer eine Zimmererlehre. 1916 schloss er sich der proletarischen Jugendbewegung an. 1920 wurde er  Mitglied der Unabhängigen Sozialdemokratischen Partei Deutschlands (USPD), die er Ende 1921 wieder verließ. Anfang 1922 wechselte er zur Kommunistischen Partei Deutschlands (KPD).

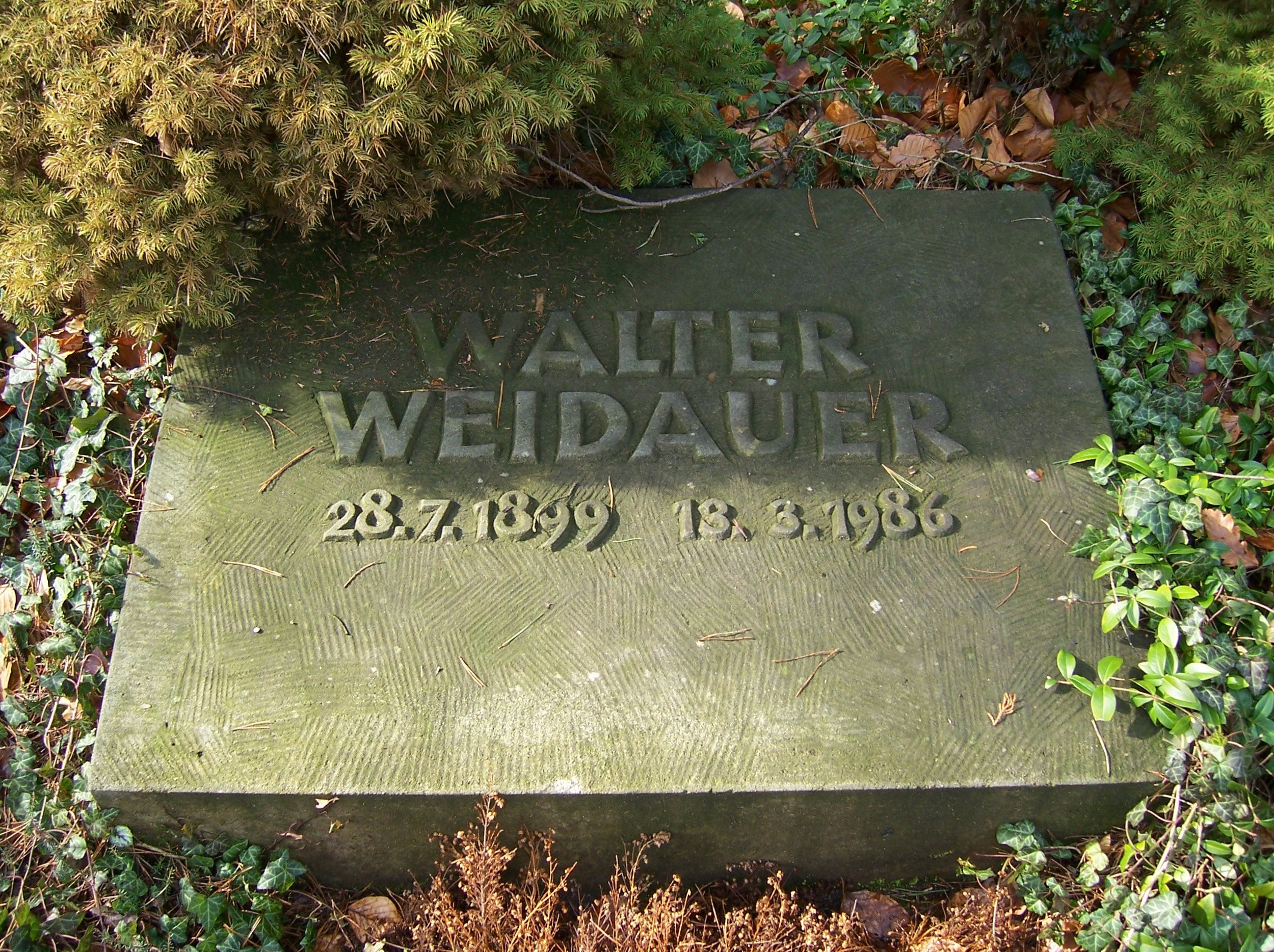
Grab Walter Weidauers auf dem Dresdner Heidefriedhof.

Für die KPD war Weidauer von 1924 bis 1928 Stadtverordneter in Zwickau. Im Juli 1932 wurde Weidauer von seiner Partei als Reichswahlvorschlag in den Reichstag entsandt, dem er de facto bis zum März 1933 angehörte. Sein Reichstagsmandat wurde bei den Reichstagswahlen vom März 1933 zwar bestätigt, wahrnehmen konnte er es aufgrund der zu diesem Zeitpunkt einsetzenden Verfolgung der Kommunisten durch die Nationalsozialisten nicht mehr. Nachdem er in den Jahren 1933 bis 1935 wiederholt verhaftet worden war, emigrierte Weidauer 1935 nach Prag. Später ließ er sich in Dänemark nieder. Dort nahm man ihn 1941 erneut fest und lieferte ihn nach Deutschland aus.
Nach dem Krieg trat Weidauer erneut in die KPD ein. Nach der Gründung der Sozialistischen Einheitspartei Deutschlands (SED) wurde er Mitglied in dieser. Von 1946 bis 1958 amtierte Weidauer als Oberbürgermeister der Stadt Dresden. Außerdem gehörte er von 1946 bis 1951 auch dem Sächsischen Landtag an. In den Jahren 1958 bis 1961 bekleidete er schließlich noch das Amt des Vorsitzenden des Rats des Bezirkes für den Bezirk Dresden. Von Weidauer ist der Satz überliefert: „Das sozialistische Dresden braucht weder Kirchen noch Barockfassaden.“ Weidauer ist Ehrenbürger der Stadt Dresden. Anlässlich des 90. Geburtstages (1989) des ehemaligen Dresdner Oberbürgermeisters wurde der Rathausplatz in Dresden umbenannt in Walter-Weidauer-Platz, aber schon 1990 rückbenannt.
Eine Tochter Walter Weidauers war die Marxforscherin Inge Taubert.

## Schriften
- 1946, das erste Jahr des grossen Dresdner Aufbauplanes, Rat der Stadt, Nachrichtenamt, Dresden 1946.
- Die Verwirklichung des grossen Dresdner Aufbauplanes für das Jahr 1946. Stand d. Arbeiten nach dem ersten halben Jahr, Ratsdruckerei, Dresden 1946.
- Probleme des Neu- und Wiederaufbaus, Berlin 1947.
- Neue Wege der Kommunalpolitik, Voco, Dresden 1948.
- Das gesellschaftliche Leben in der modernen Stadt, Dresden 1955.
- Inferno Dresden – Über Lügen und Legenden um die Aktion „Donnerschlag“, Dietz, Berlin 1965, 8. Auflage Dietz, Berlin 1990. ISBN 3-320-00818-8.